# Alisha Howk
Alisha Sue Howk (ur. 11 stycznia 2000) – amerykańska zapaśniczka walcząca w stylu wolnym.
Złota medalistka mistrzostw panamerykańskich w 2024 i srebrna w 2023. Trzecia na MŚ U-23 w 2022. Mistrzyni panamerykańska juniorów w 2019 roku. 
Zawodniczka River Falls High School i Sunkist Kids.